# CIE szabványos fénymérő észlelő

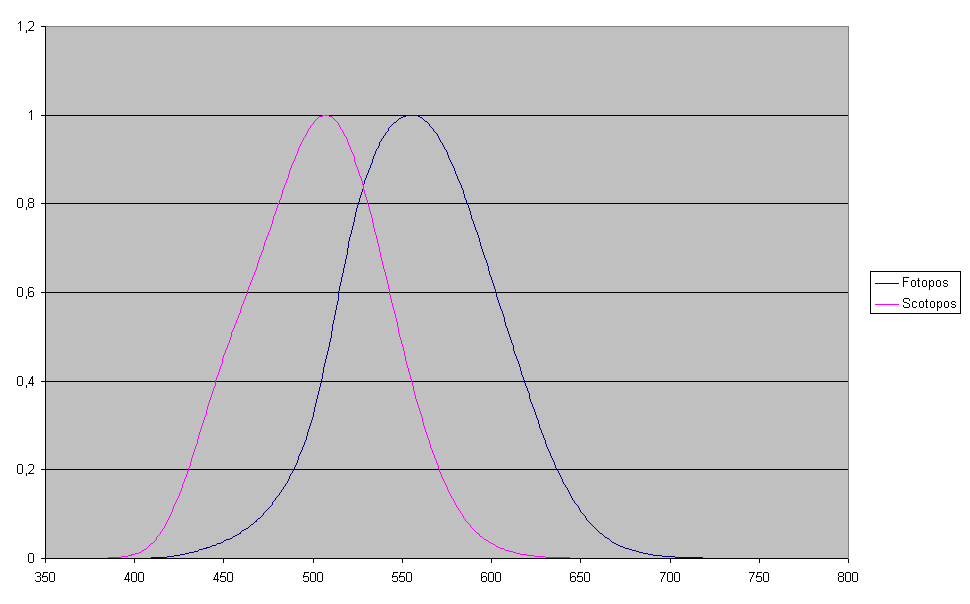
CIE szabványos fénymérő észlelő függvények, V(λ) kék és V'(λ) lila színnel jelezve

A radiometriai és fotometriai mennyiségek közötti kapcsolatot a {\displaystyle V(\lambda )} láthatósági függvény, más néven a CIE szabványos fénymérő észlelő teremti meg, amellyel a kérdéses radiometriai mennyiséget súlyozva a fotometriai mennyiség meghatározható.

### Szerepe
Az ábrán a szabványos emberi észlelő relatív spektrális érzékelési görbéi iáthatóak két változatban: a sötétre és a világosra adaptálódott látásra vonatkozóan. Az érzékelés maximuma e két esetben eltér egymástól, a világosra adaptálódott látás esetében 540 THz frekvencián, tehát 555 nm hullámhooson rögzatett értékű. Ez ugyanaz a frekvencia, amely a candela mértékegység definíciójában szerepel.
A láthatósági függvény magyar szabványként (MSZ 9620-1 Fénytechnikai terminológia). Eredeti megfogalmazásában:
Spektrális fényhatásfok; láthatósági függvény (egy λ hullámhosszú monokromatikus
sugárzásra vonatkozó) (V(λ) fotopos (világosban) látás; V'(λ) szkotopos (sötétben) látás).
A λ hullámhosszon sugárzott teljesítmény osztva a λ hullámhosszon sugárzott teljesítménnyel úgy, hogy meghatározott fotometriai feltételek között mindkettõ egyforma fényészlelést hoz létre, és a λ hullámhosszat úgy választják, hogy az arány legnagyobb értéke 1 legyen.
Megjegyzés: Ha más utalás nincs, akkor a fotopos látás fényhatásfoka értékeinek a CIE által 1924-ben nemzetközileg elfogadott értékei használandók. A láthatósági függvény vonatkozásában annyi változás történt, hogy megfogalmazták a közepes megvilágítás (mesopic vision) esetére is a spektrális értékeit: VM(λ). 